# Suupohja (Verwaltungsgemeinschaft)

Lage der Verwaltungsgemeinschaft Suupohja in Finnland

Die Verwaltungsgemeinschaft Suupohja (finnisch Suupohjan seutukunta) ist eine von vier Verwaltungsgemeinschaften (seutukunta) der finnischen Landschaft Südösterbotten. Sie erstreckt sich über eine Fläche von 3.126 km² und hat etwa 30.000 Einwohner.
Zu der Verwaltungsgemeinschaft Suupohja gehören die vier folgenden Städte und Gemeinden:
- Isojoki
- Karijoki
- Kauhajoki
- Teuva